# Dong (folk)
 For alternative betydninger, se Dong. (Se også artikler, som begynder med Dong)
Dong ( 侗族, pinyin: Dòngzú) er et af de 56 officielt anerkendte minoritetsfolk i Folkerepublikken Kina. Ifølge folketællingen i 2000 er der 2,5 millioner af dem i Kina, de fleste i den autonome region Guangxi og provinsen Guizhou.
De er kendt for deres særegne broer, der er overbyggede «vind-og-regn-broer», og deres kunstfærdige flerstemmige sang. De indvandrede til Kina tusind år f.Kr. fra det som i dag er Thailand. Efterhånden som han-kineserne ekspanderede blev de senere trængt sydpå igen.